# Carrossel (desenho animado)
Carrossel é uma série de desenho animado brasileira produzida e exibida pelo SBT em parceria com a SuperToons, como um spin-off baseado na telenovela homônima, que por sua vez é uma adaptação da telenovela mexicana homônima.
O desenho estreou no dia 4 de janeiro de 2016 e foi exibido às 21h15, de segunda-feira a sexta-feira, antes da reprise da telenovela original, no SBT. Depois de ter sua exibição no horário nobre o desenho foi movido em março do mesmo ano pro matinal Carrossel Animado, mas isso resultou numa grande perda de audiência fazendo com que o desenho saísse do ar rapidamente. Retornou apenas a ser reprisado novamente em 2021 pelo Sábado Animado.
Os episódios do desenho acontecem em algum momento depois da chegada de Suzana antes da introdução de Margarida e Renê na novela, porém a trama dos episódios não possuem quaisquer ligação ou dão continuidade com a história original da novela.

## Produção
A série animada de Carrossel foi anunciada em 23 de fevereiro de 2013, pelo telejornal do SBT, SBT Brasil, com estreia prevista para o segundo semestre de 2013. Porém, houve um grande atraso, a série foi "engavetada", e a estreia da animação foi adiada para 18 de agosto de 2015, e depois oficialmente para 4 de janeiro de 2016, com teasers começando a serem exibidos em 1 de dezembro de 2015. A animação foi exibida no horário nobre, entre suas duas novelas infantis, Cúmplices de um Resgate e a reprise de Carrossel.
Boa parte das vozes dos personagens foi feita pelos próprios atores da telenovela, com exceção, por exemplo, de Rosanne Mulholland e Aysha Benelli que não entraram em acordo com o SBT, para fazer as vozes, e foram substituídas pelas dubladoras Luanna Belini  e Bruna Matta.

## Elenco de vozes
| Personagem                   | Voz original       |
| Principais                   | Principais         |
| ---------------------------- | ------------------ |
| Cirilo Rivera                | Jean Paulo Campos  |
| Maria Joaquina Medsen        | Larissa Manoela    |
| Jaime Palillo                | Nicholas Torres    |
| Valéria Ferreira             | Maisa Silva        |
| Paulo Guerra                 | Lucas Santos       |
| Laura Gianolli               | Bruna Matta        |
| Carmen Carrilho              | Stefany Vaz        |
| Davi Rabinovich              | Guilherme Seta     |
| Adriano Ramos                | Konstantino Atan   |
| Daniel Zapata                | Thomaz Costa       |
| Marcelina Guerra             | Ana Zimerman       |
| Kokimoto Mishima             | Matheus Ueta       |
| Alícia Gusman                | Fernanda Concon    |
| Bibi Smith                   | Victória Diniz     |
| Mário Ayala                  | Gustavo Daneluz    |
| Jorge Cavalieri              | Leo Belmonte       |
| Professora Helena Fernandes  | Luanna Belini      |
| Secundários                  |                    |
| Diretora Olívia Veider       | Noemi Gerbelli     |
| Zelador Firmino Gonçalves    | Fernando Benini    |
| Faxineira Graça              | Márcia de Oliveira |
| Professora Suzana Bustamante | Lívia Andrade      |
| Professora Matilde           | Ilana Kaplan       |
| Natália Ayala                | Nábia Vilela       |
| Rafael Palillo               | Henrique Stroeter  |
| Eloisa Palillo               | Marli Bortoletto   |
| Germano Ayala                | Ithamar Lembo      |
| Dr. Miguel Medsen            | Fábio Di Martino   |
| Alberto Cavalieri            | Alex Minei         |

## Episódios
| Temporada | Temporada | Episódios | Exibição original    | Exibição original      |
| Temporada | Temporada | Episódios | Estreia              | Final                  |
| --------- | --------- | --------- | -------------------- | ---------------------- |
|           | 1         | 26        | 4 de janeiro de 2016 | 8 de fevereiro de 2016 |

## Cancelamento
Quando o desenho foi anunciado SBT tinha planos para continuá-lo como forma de cobrir o fim da novela tendo inclusive ideia de expandir a animação por toda a América Latina. Uma segunda temporada e também uma animação de Chiquititas estava em planejamento, porém os projetos para os desenhos animados acabaram por ser cancelados logo após o desenho de Carrossel ter ido ao ar. Os motivos foram as reduções de custos e também pela ANCINE, conhecida por fomentar o setor audiovisual e a cultura nacional negou contemplar projetos de origens estrangeiras.